# جوسيف فينكلر
جوسيف فينكلر (بالألمانية: Josef Winkler)‏ هو سياسي ألماني، ولد في 5 أبريل 1974 في ألمانيا. حزبياً، نشط في حزب الخضر الألماني. انتخب عضو في البوندستاغ الألماني خلال فترته النيابية ‏ (17 أكتوبر 2002 – 18 أكتوبر 2005).